# Borre
 For alternative betydninger, se Borre (flertydig). (Se også artikler, som begynder med Borre)
Borre (gl. form Burgh, Borrig) er en landsby på den østlige del af Møn, beliggende i Borre Sogn for foden af en stor bakke på vejen fra Stege til Liselund og Møns Klint. Landsbyen har 235 indbyggere  (2025), ligger i Vordingborg Kommune og tilhører Region Sjælland.
Borre var i Middelalderen en købstad, som var stor nok til at kunne sammenlignes med øens anden købstad, Stege. Velstanden skyldtes den store sildefangst i sundet. Dens tidligere beliggenhed er ikke klar; men den har formentlig ligget på en ø i et sund, som helt gennemskar den østligste del af øen Møn fra nord til syd. Senere forvandledes dette sund til en smal vig med indløb fra nord.
Det første alvorlige knæk led Borre, da den i 1510 blev plyndret og ødelagt af lübeckerne, og da fjorden begyndte at sande til, mistede den helt sin betydning. I 1648 fornyede Frederik 3. dens købstadsprivilegier, men den havde næppe på det tidspunkt nogen økonomisk rolle.
Senere lukkedes fjorden helt – endnu 1763 kunne den dog besejles.
Borre Kirke stammer fra begyndelsen af 1200-tallet og er opført i romansk stil.
Borre Sømose var engang en stenalderfjord